# 拉沙佩勒圣让
拉沙佩勒圣让（法語：La Chapelle-Saint-Jean，法語發音：[la ʃapɛl sɛ̃ ʒɑ̃]）是法国多尔多涅省的一个市镇，原属佩里格区，2017年起改属萨拉拉卡内达区。

## 地理
拉沙佩勒圣让（45°11'41"N, 1°9'45"E）面积3.7 平方千米，位于法国新阿基坦大区多爾多涅省，该省份为法国西南部内陆省份，是法國本土面积第三大的省，大致对应佩里戈尔地区，北起顺时针与夏朗德省、上维埃纳省、科雷兹省、洛特省、洛特-加龙省、吉倫特省和滨海夏朗德省接壤。
与拉沙佩勒圣让接壤的市镇（或旧市镇、城区）包括：纳亚克、沙特尔、圣拉比耶。

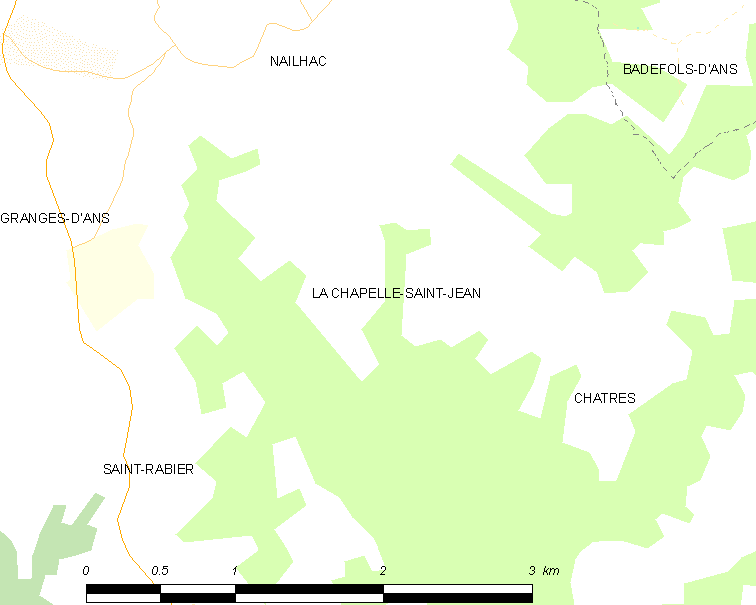
拉沙佩勒圣让的OSM定位图

拉沙佩勒圣让的时区为UTC+01:00、UTC+02:00（夏令时）。

## 行政
拉沙佩勒圣让的邮政编码为24390，INSEE市镇编码为24113。

## 政治
拉沙佩勒圣让所属的省级选区为上黑色佩里戈尔县。

## 人口

1962-2008年间拉沙佩勒圣让人口变化图示

拉沙佩勒圣让于2022年1月1日时的人口数量为84人。